# Syr (Fluss)
Die Syr (luxemburgisch Sirⓘ; französisch Syre) ist ein 32 km langer, linker Nebenfluss der Mosel in Luxemburg.

## Geographie

### Verlauf
Die Syr entspringt bei Syren auf einer Höhe von 320 m.

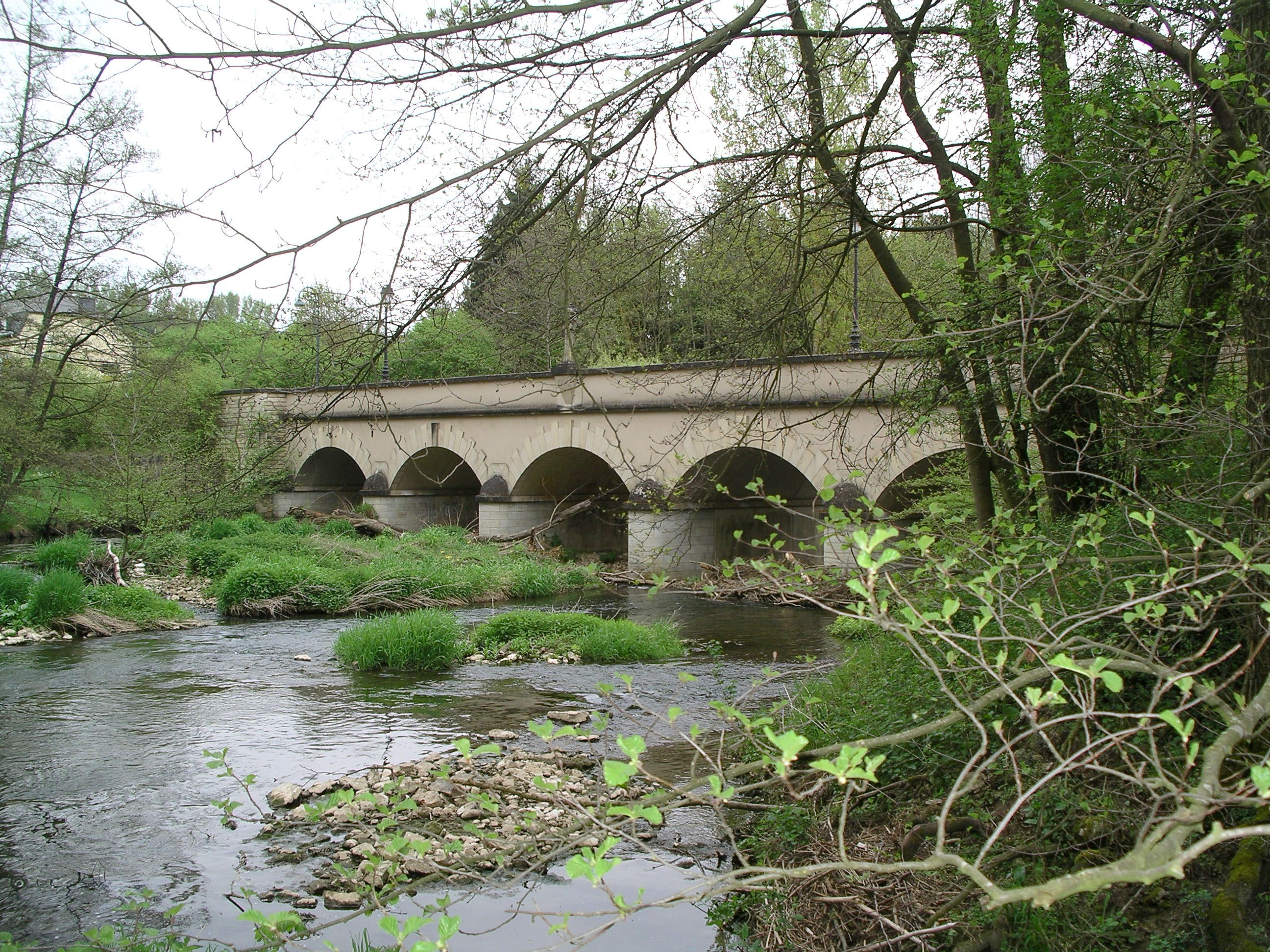
Brücke in Manternach

Sie  verläuft dann in nordöstlicher Richtung vorbei an den Ortschaften Mutfort, Oetringen, Schrassig, Schüttringen, Übersyren, Mensdorf, Roodt-Syr, Olingen, Betzdorf, Hagelsdorf, Wecker, Manternach.
Schließlich mündet sie auf einer Höhe von 134 m bei Mertert von links in die Mosel.
Die fünfzehn Gemeinden zählen ungefähr 35.000 Anrainer.
Das Tal des Flusses wird zwischen Mertert und Oetringen von der Bahnstrecke Luxemburg–Wasserbillig genutzt, welche daher auch Mosel-Syrtal-Strecke genannt wird.

### Einzugsgebiet
Das Gewässernetz von 234 km erschließt ein Einzugsgebiet mit der Fläche von 207 km². Davon sind 375 ha Natura-2000-Vogelschutzgebiet, 1.835 ha Natura-2000-Habitatgebiet, 828 ha klassifiziertes Naturschutzgebiet und 2.298 ha potentielles Naturschutzgebiet.
Die bebaute Fläche umfasst 2.133 ha; auf die Forstwirtschaft entfallen 6.549 ha, auf die Landwirtschaft 11.985 ha, auf den Weinbau 28 ha, auf Stillgewässer 18 ha.

### Zuflüsse
- Trudlerbach (links), 1,7 km
- Schleederbach (links), 0,5 km
- Kackeschbach (links), 1,9 km
- Birelerbach (links), 2,8 km
- Aefelter (rechts), 1,6 km
- Aalbach (links), 3,7 km
- Bouneschbach (links), 3,6 km
- Kuelesbach (links), 0,5 km
- Roudemerbach (links), 3,6 km
- Buusbach (links), 1,5 km
- Flepsbach (links), 2,0 km
- Fluessweilerbach (rechts), 6,0 km
- Biwerbach (links), 3,9 km
- Faulbich (rechts), 1,3 km
- Wuelbertsbach (links), 4,4 km
- Schlammbach (links), 3,4 km
- Foolgruet (links), 1,8 km

## Flusspartnerschaft
Zur Entwicklung eines Maßnahmenplanes zum Schutz und zur Verbesserung der Wasserqualität und des Lebensraumes Fluss, zur Information und Sensibilisierung der Bevölkerung rund um das Thema Wasser und der Umsetzung erster konkreter Schritte wurde im Herbst 2011 eine Flusspartnerschaft gegründet, die von natur&ëmwelt und der Fondation Hëllef fir d'Natur initiiert und koordiniert wird.